# Samuel Castriota
Samuel Castriota fue un pianista, guitarrista, director de orquesta y compositor de tango argentino que nació en Buenos Aires,  el 2 de noviembre de 1885 y murió en la misma ciudad el 8 de julio de 1932. Se le recuerda especialmente porque fue el autor de la música del tango Lita que sería luego ampliamente conocido y difundido como Mi noche triste, con letra de Pascual Contursi. 

## Trayectoria
No obstante haber nacido en Buenos Aires, Samuel Castriota  pasó su infancia en la localidad cercana de San Miguel donde además del oficio de peluquero aprendió a tocar la guitarra "de oído" esto es sin leer la música. Volvió a Buenos Aires a los 16 años y comenzó a actuar en pequeños conjuntos al mismo tiempo que, también de oído, aprendía a tocar el piano.
Un día ganó un premio importante en la lotería y se alejó de la música para instalar un negocio de peluquería. Al tiempo, sin embargo, volvió a su afición e integró como pianista un trío que completaban Vicente Loduca en bandoneón y Francisco Canaro en violín, que actuó algún tiempo por el barrio de la Boca, finalizando cuando decidió formar su propio conjunto.
A mediados de la primera década del siglo XX Castriota estrenó su tango instrumental Lita en el café El Protegido, de la Avenida San Juan y Pasco, con un conjunto que dirigía desde el piano. Contursi lo escuchó en Buenos Aires y  luego lo ejecutaba con la letra que le había adosado, convertido en lo que se considera el primer tango canción, esto es el primero que narraba una historia a través de su letra. Su inclusión en el sainete Los dientes del perro  así como su posterior grabación por Gardel lanzó el nombre de sus autores al conocimiento del público pero también provocó entre ellos roces por motivos económicos, no obstante lo cual volvieron a colaborar, pero sin éxito, en el tango Sentate hermano (subtitulado Bebé conmigo).
Contursi había incorporado letra a otros tangos de la guardia vieja sin que tuvieran la trascendencia de La noche triste, lo que viene a confirmar que no puede obviarse el mérito de Castriota en su éxito ya que fue su música, diferente de la de esos otros tangos, su contenido melódico, su apropiada disposición para aceptar la propuesta literaria,  lo que permitió el ensamble con la acertada letra de Contursi.
Castriota siguió dirigiendo su orquesta, alternando como pianista en otras y componiendo nuevas piezas que, sin embargo, nunca estuvieron ni cerca de tener la repercusión que alcanzó aquella afortunada obra. Falleció tempranamente en Buenos Aires, el 8 de julio de 1932.

## Composiciones
- A la vejez
- A Trípoli
- Atorrante (letra de Juan Andrés Bruno)
- Buen ejemplo
- Campero
- Chica moderna (letra de Enrique Pedro Maroni)
- ¡Cómo brilla!
- Como quiera
- Como una flor (letra de Luis Roldán)
- Con su china
- Cordobesita
- Cotorrita
- Despechando
- Dolor de ausencia (letra de Carlos R. De Paoli)
- Don Florencio
- El arroyito (letra de Celedonio Flores)
- El botonazo
- El ciruja de Sorrento (letra de Juan Andrés Bruno)
- El gaucho
- El gorrión
- El loco de los inventos
- El señuelo
- Flor de cardo
- Francia
- Inesita
- Jardín de las rosas
- La cotorrita
- La mañanita
- La parroquiana
- La piba del norte
- La yerra
- Las margaritas
- Lamento del corazón
- Mi coronel (letra y música)
- Mi noche alegre
- Mi noche triste (letra de Pascual Contursi)
- Mi querida
- Nido de amor
- Notas lejanas (letra y música)
- Patio olvidado (letra de Carlos Cabral)
- Picardía
- Puerto Belgrano
- Rebelde
- Reja de mis amores
- Reliquias camperas
- Sentate hermano (Bebé conmigo) (letra de Pascual Contursi)
- ¿Te acordás, Rafaela?
- Una sonrisa
- Vieja milonga

## Filmografía en Argentina
- - Temas musicales
- Mi noche triste (1952)
- La vida es un tango (1939)